# Raúl González Triana
Raúl González Triana (ur. 14 lutego 1968) – kubański trener piłkarski.

## Kariera trenerska
W 2001 Triana prowadził klub FC Ciego de Ávila, z którym zdobył mistrzostwo Kuby. W 2007 Triana był selekcjonerem reprezentacji Kuby, z którą wystąpił w Złotym Pucharze CONCACAF. Na turnieju w USA Kuba przegrała z Meksykiem i Hondurasem oraz zremisowała z Panamą. Od 2008 Triana ponownie jest selekcjonerem reprezentacji Kuby. W 2008 Triana przegrał eliminacje do Mistrzostw Świata 2010. W 2011 po raz drugi prowadzi Kubę w Złotym Pucharze CONCACAF.